# 1982년 FIFA 월드컵 결승전
1982년 FIFA 월드컵 결승전(스페인어: Final de la Copa Mundial de Fútbol de 1982)은 이탈리아와 서독간의 축구 경기이다. 이 경기는 1982년 FIFA 월드컵의 결승전으로 1982년 7월 11일, 마드리드의 산티아고 베르나베우에서 열렸다.
안토니오 카브리니가 페널티킥을 낮게 오른쪽 바깥쪽으로 차 실축시키며 전반전을 무득점으로 마친후, 파올로 로시가 클라우디오 젠틸레의 크로스를 오른쪽에서 받아 근접한 거리에서 선제골을 넣었다. 마르코 타르델리는 페널티 에어리아 끄트머리에서 왼발로 낮게 슛을 날려 추가골을 성공시켰고, 알레산드로 알토벨리는 브루노 콘티 윙어의 역습을 연결하여 왼발로 낮게차 스코어를 3-0으로 만들었다. 이탈리아는 확고한 리드를 잡았으나, 산드로 페르티니 이탈리아 회장은 카메라에 비추어지자 일어나서 손가락을 흔들며 '추격하지 못할 것이다'라는 손동작을 보였다. 파울 브라이트너는 83분에 오른쪽에서 골키퍼를 향하여 낮게 깔아 차서 만회골을 득점하였으나, 이탈리아는 리드를 끝까지 사수하며 3-1로 승리하여 44년만에 3번째 월드컵을 차지하였다.
1934년과 1938년 이후 또다시 우승을 거둔 이탈리아는 역대 최다 우승팀으로 이름을 올린 브라질과 우승 기록에 동률을 이루었다. 이탈리아의 파올로 로시는 득점왕에 오르며 골든슈를 받았고, 대회 MVP에게 수여되는 골든볼 (이 대회에 처음으로 수상) 도 수여되었다. 주장이자 골키퍼인 디노 초프는 40세로, 월드컵을 우승한 최고령 선수로 기록되었다.

## 경기 상세 정보
| 이탈리아                               | 3 – 1  | 서독           |
| -------------------------------------- | ------ | -------------- |
| 로시 57′ · 타르델리 69′ · 알토벨리 81′ | 리포트 | 브라이트너 83′ |

| 이탈리아 | 서독 |

| GK              | 1  | 디노 초프 (주장)      |     |    |     |
| SW              | 7  | 가에타노 시레아       |     |    |     |
| CB              | 6  | 클라우디오 젠틸레     |     |    |     |
| CB              | 5  | 풀비오 콜로바티       |     |    |     |
| RB              | 3  | 주세페 베르고미       |     |    |     |
| LWB             | 4  | 안토니오 카브리니     |     |    |     |
| DM              | 13 | 가브리엘레 오리알리   | 73′ |    |     |
| RM              | 16 | 브루노 콘티           | 31′ |    |     |
| CM              | 14 | 마르코 타르델리       |     |    |     |
| LW              | 19 | 프란체스코 그라치아니 |     | 7′ |     |
| CF              | 20 | 파올로 로시           |     |    |     |
| 교체 선수:      |    |                       |     |    |     |
| FW              | 18 | 알레산드로 알토벨리   |     | 7′ | 89′ |
| MF              | 15 | 프란코 카우시오       |     |    | 89′ |
| 감독:           |    |                       |     |    |     |
| 엔초 베아르초트 |    |                       |     |    |     |

| GK          | 1  | 하랄트 슈마허             |     |     |
| SW          | 15 | 울리 슈틸리케             | 73′ |     |
| RB          | 20 | 만프레트 칼츠             |     |     |
| CB          | 4  | 카를하인츠 푀르슈터       |     |     |
| LB          | 5  | 베른트 푀르슈터           |     |     |
| RM          | 6  | 볼프강 드렘러             | 61′ | 62′ |
| CM          | 3  | 파울 브라이트너           |     |     |
| LM          | 2  | 한스-페터 브리겔          |     |     |
| RW          | 11 | 칼-하인츠 루메니게 (주장) |     | 70′ |
| LW          | 7  | 피에르 리트바어스키       | 88′ |     |
| CF          | 8  | 클라우스 피셔             |     |     |
| 교체 선수:  |    |                           |     |     |
| FW          | 9  | 호르스트 흐루베슈         |     | 62′ |
| MF          | 10 | 한지 뮐러                 |     | 70′ |
| 감독:       |    |                           |     |     |
| 유프 데어발 |    |                           |     |     |

| 부심: 아브라함 클레인 (이스라엘) 보이테흐 흐리스토프 (체코슬로바키아) |

## 같이 보기
- 독일-이탈리아 축구 경쟁
- 블로코-유베